# Глущенко Сергій Миколайович
Сергі́й Микола́йович Глу́щенко (нар. 18 липня 1979, смт Райгородок Слов’янського району Донецької обл., Українська РСР, нині Україна) – український держслужбовець, економіст і правник. Перший Голова Державної служби України з питань безпечності харчових продуктів та захисту споживачів (липень 2015 – січень 2016). Заступник Міністра розвитку економіки, торгівлі та сільського господарства України (лютий 2020 – червень 2021).
До вступу на держслужбу працював у спеціалізованій установі ООН – International Finance Corporation (IFC), The World Bank Group (жовтень 2006 –  березень 2015).
Радник Міністра аграрної політики та продовольства України (березень 2015 – червень 2015); Міністра Кабінету Міністрів України (червнень 2022 – по теперішній час); віце-прем’єр-міністра України з питань європейської та євроатлантичної інтеграції (листопад 2022 – по теперішній час). 
За не офіційними даними у серпні 2019 розглядався на посаду [Архівовано 19 вересня 2020 у Wayback Machine.] Міністра аграрної політики та продовольства України.

## Ранні роки
Народився 18 липня 1979 у смт Райгородок Слов’янського району Донецької обл., Українська РСР, нині Україна.
У 1994 р. закінчив дев’ять класів середньої загальноосвітньої школи № 5 [Архівовано 30 січня 2020 у Wayback Machine.] міста Слов’янська з поглибленим вивченням математики.
У 1996 р. закінчив середню загальноосвітню школу № 12 [Архівовано 30 січня 2020 у Wayback Machine.] міста Слов’янська (клас з поглибленим вивченням хімії і біології).

## Освіта
Має три вищі освіти, які здобув у Київському національному економічному університеті ім. В. Гетьмана:
1. у грудні 2002 – спеціальність «Облік і аудит», магістр з обліку й аудиту в управлінні банками (магістерська робота «Облік і контроль операцій комерційного банку з платіжними картками»)
2. у червні 2007 – спеціальність «Менеджмент організацій», магістр з менеджменту організацій (магістерська робота «Організаційний контроль в акціонерному товаристві: визначення особливостей та напрямків вдосконалення»)
3. у жовтні 2012 – спеціальність «Правознавство», магістр права (магістерська робота «Правове регулювання контролю в акціонерних товариствах за законодавством України та країн СНД (порівняльний аналіз)»)

## Кар’єра
У серпні 2000 прийнятий на роботу до Промінвестбанку. Працював бухгалтером відділу кореспондентських відносин та валютних операцій, а згодом – економістом відділу вкладних операцій та пластикових технологій.
У січні 2003 прийнятий на роботу до ГО «Інститут проблем законодавства імені Ярослава Мудрого». Працював спочатку спеціалістом відділу бюджетної та податкової політики, пізніше – начальником відділу економічного аналізу та прогнозування.
З жовтня 2006 по березень 2015 працював у спеціалізованій установі ООН – International Finance Corporation (IFC), The World Bank Group на посаді Асоційований операційний офіцер (Associate Operations Officer) проекту IFC «Інвестиційний клімат в аграрному секторі України».
З березня по червень 2015 працював радником Міністра аграрної політики та продовольства України.
За результатами конкурсу у липні 2015 призначений першим Головою новоствореної Державної служби України з питань безпечності харчових продуктів та захисту споживачів, яка повністю або частково ввібрала у себе повноваження семи контролюючих органів:
1. Державна ветеринарна та фітосанітарна служба [Архівовано 30 січня 2020 у Wayback Machine.];
2. Державна інспекція з питань захисту прав споживачів;
3. Державна санітарно-епідеміологічна служба;
4. Державна пробірна служба;
5. Державна інспекція з контролю за цінами;
6. Державне агентство з туризму та курортів;
7. Державна інспекція сільського господарства.

З жовтня 2015 по грудень 2015 обіймав посади Голови комісії з реорганізації Державної інспекції України з питань захисту прав споживачів, а також Головою комісії з ліквідації Державної інспекції України з контролю за цінами.
Був незгоден із зміною підпорядкування [Архівовано 30 січня 2020 у Wayback Machine.] очолюваної ним Державної служби України з питань безпечності харчових продуктів та захисту споживачів (яка замислювалась і створювалась, як незалежний контролюючий орган у підпорядкуванні Кабінету Міністрів України). Внаслідок чого у січні 2016 вирішив піти з посади її Голови за власним бажанням.
Наступні три з половиною роки обіймав посаду Віце-президента Асоціації звірівників України [Архівовано 6 травня 2019 у Wayback Machine.]. Відповідав за залучення іноземних інвестицій, а також приведення умов і практики утримання в Україні сільськогосподарських тварин у відповідність до вимог законодавства ЄС.
З жовтня 2016 по липень 2017 працював Керівником юридичного сектора, Координатором інспекційної реформи Проекту міжнародної технічної допомоги «Підтримка України з боку ЄС у відновленні економіки» (EU SURE [Архівовано 30 січня 2020 у Wayback Machine.]).
У лютому 2020 , відповідно до розпорядження Кабінету Міністрів України [Архівовано 2 березня 2020 у Wayback Machine.] №159-р, призначено заступником Міністра розвитку економіки, торгівлі та сільського господарства України. Відповідно до розпорядження Кабінету Міністрів України від 02 червня 2021 №542-р звільнено із займаної посади у зв’язку із відставкою Міністра.
У липні 2022 призначений радником Міністра Кабінету Міністрів України.
У листопаді 2022 призначений радником віце-прем’єр-міністра України з питань європейської та євроатлантичної інтеграції.

## Підприємництво
У період з вересня 2016 по лютий 2018, а також із травня 2018 по грудень 2019 був зареєстрований як фізична особа-підприємець і працював незалежним експертом у сферах державного нагляду (контроль), захисту прав споживачів, безпечності харчової продукції, безпечності нехарчової продукції, фітосанітарній сфері, а також у галузі ветеринарної медицини.

## Досягнення
Є ініціатором і співавтором проведених в Україні реформ, спрямованих на масштабне скорочення:
1. чисельності контролюючих органів (із 85 [Архівовано 30 квітня 2022 у Wayback Machine.] у 2009 до 28 [Архівовано 30 квітня 2022 у Wayback Machine.] у 2014 рр.);
2. кількості документів дозвільного характеру (лише тільки у 2014 р. домігся скасування 115 різних видів дозволів [Архівовано 30 січня 2020 у Wayback Machine.]);
3. сфер господарської діяльності, які потребують отримання ліцензій (із більше 80 [Архівовано 30 січня 2020 у Wayback Machine.] у 2009 до 30 [Архівовано 30 січня 2020 у Wayback Machine.] у 2015 рр.);
4. переліку продукції, яка потребує проходження обов’язкової сертифікації (скасовано 11 переліків різних видів продукції [Архівовано 30 січня 2020 у Wayback Machine.] із 20 [Архівовано 30 січня 2020 у Wayback Machine.], які існували на той час).

Доклав багато зусиль для покращення позицій України у міжнародному рейтингу Doing Business, завдяки чому за підсумками 2014 р. Україна посіла 96 позицію [Архівовано 18 вересня 2020 у Wayback Machine.] серед 189 країн, замість 152-ї позиції [Архівовано 14 липня 2020 у Wayback Machine.], яку вона мала за три роки до цього.
Є ініціатором і співавтором постанови Кабінету Міністрів України «Про оптимізацію системи центральних органів виконавчої влади» від 10 вересня 2014 р. № 442 [Архівовано 22 березня 2022 у Wayback Machine.], яка передбачала скорочення в Україні надмірної кількості контролюючих органів та створення єдиного органу державного контролю у сфері захисту прав споживачів, безпечності харчової продукції, а також безпечності нехарчової продукції – Державної служби України з питань безпечності харчових продуктів та захисту споживачів[джерело не вказане 1826 днів].
За не офіційними даними у серпні 2019 розглядався на посаду [Архівовано 30 січня 2020 у Wayback Machine.] керівника аграрного Міністерства. Проте Кабінет Міністрів України ухвалив рішення про приєднання зазначеного міністерства до Міністерства економічного розвитку і торгівлі. Тому аграрне Міністерство так і не отримало свого керівника.
У листопаді 2019 за результатами конкурсу [Архівовано 30 січня 2020 у Wayback Machine.] на посаду Голови Державної служби України з питань безпечності харчових продуктів та захисту споживачів ввійшов до п’ятірки фіналістів. 
Наприкінці 2021 – початку 2022 рр. Комісія з питань вищого корпусу державної служби неодноразово визнавала Сергія Глущенка переможцем конкурсу на зайняття посади першого заступника Голови Державної служби з питань безпечності харчових продуктів та захисту споживачів (пункт 20 протоколу № 45/2021 від 07.10.2021; пункт 8 протоколу № 61/2021 від 21.12.2021; пункт 12 протоколу № 7/2022 від 14.02.2022). 

## Відзнаки
У 2010 році за вагомий внесок у реформування національної економіки та розвиток підприємництва відзначений грамотою Державного комітету України з питань регуляторної політики та підприємництва.
У 2014 році за вагомий особистий внесок у законодавче забезпечення розвитку підприємництва відзначений грамотою Комітету Верховної Ради України з питань підприємництва, регуляторної та антимонопольної політики.

## Родина
Батько Микола Іванович Глущенко (1948 – 2010), за освітою будівельник промислових та цивільних об’єктів, керував будівництвом об’єктів різного значення і масштабів.
Мати Олена Омелянівна Глущенко (1958 р.н.), за освітою викладач фізичної культури, працювала тренером з легкої атлетики у дитячо-юнацькій спортивній школі міста Слов’янська. Пенсіонерка.
Сестра Ганна Миколаївна (1982 р.н.) – має неповну вищу медичну освіту і повну вищу економічну освіту. Домогосподарка.
Розлучений з 2019. Виховує доньку – Анастасію (2009 р.н.).

## Захоплення
Гірські лижі, гірський туризм, плавання, генеалогія[джерело не вказане 1826 днів].

## Випадки з життя
Під час роботи в International Finance Corporation (IFC), The World Bank надавав консультації і технічну допомогу Урядам Вірменії, Азербайджану, Білорусії, Киргизії, України з питань проведення реформ, необхідних для покращення інвестиційного клімату.
Підтримував скасування в Україні державного регулювання цін на харчові продукти, а також займався ліквідацією Державної інспекції України з контролю за цінами.
Автор численних прийнятих в Україні нормативно-правових актів, спрямованих на дерегуляцію, зниження адміністративного тиску контролюючих органів на суб’єктів господарювання, скорочення різних видів документів дозвільного характеру [Архівовано 30 січня 2020 у Wayback Machine.], скорочення переліку видів господарської діяльності, що потребують отримання ліцензій [Архівовано 30 січня 2020 у Wayback Machine.][джерело не вказане 1826 днів].
Активно відстоював необхідність імплементації в українське законодавство принципу мовчазної згоди [Архівовано 30 січня 2020 у Wayback Machine.] і декларативного принципу [Архівовано 30 січня 2020 у Wayback Machine.], брав активну участь у реформуванні сфери безпечності харчової продукції, а також безпечності нехарчової продукції, імплементації положень Угод СОТ [Архівовано 9 травня 2021 у Wayback Machine.], Угоди про асоціацію з ЄС[джерело не вказане 1826 днів].
Автор перших затверджених в Україні методик: з розробки актів перевірок у вигляді чек-листів [Архівовано 30 січня 2020 у Wayback Machine.] і з розроблення критеріїв [Архівовано 30 січня 2020 у Wayback Machine.], за якими оцінюється ступінь ризику від провадження господарської діяльності.

## Публікації
Співавтор «Посібника з розробки та впровадження актів перевірок (чек-листів) контролюючими органами» [Архівовано 27 березня 2020 у Wayback Machine.].
Співавтор двох звітів «Інвестиційний клімат в Україні: яким його бачить бізнес», підготовлених і виданих у International Finance Corporation (IFC), The World Bank Group за результатами проведених в Україні відповідних досліджень у 2009 [Архівовано 30 січня 2020 у Wayback Machine.] і 2011 роках.  